# Savvas Gentsoglou
Savvas Gentsoglou (Alexandroupoli, Grecia, 19 de septiembre de 1990) es un futbolista griego. Juega de centrocampista.

## Selección nacional
| Selección        | Año       | Partidos | Goles |
| ---------------- | --------- | -------- | ----- |
| Selección sub-21 | 2011-2013 | 8        | 0     |

## Clubes
| Club                           | País           | Año       |
| ------------------------------ | -------------- | --------- |
| AEK Atenas F. C.               | Grecia         | 2006-2012 |
| Panachaiki de Patras (cedido)  | Grecia         | 2007      |
| AO Nea Ionia (cedido)          | Grecia         | 2008      |
| U. C. Sampdoria                | Italia         | 2012-2014 |
| Livorno Calcio (cedido)        | Italia         | 2012-2013 |
| Spezia Calcio (cedido)         | Italia         | 2014      |
| Ergotelis F. C.                | Grecia         | 2014-2015 |
| F. C. Bari 1908                | Italia         | 2015-2017 |
| H. N. K. Hajduk Split (cedido) | Croacia        | 2016-2017 |
| H. N. K. Hajduk Split          | Croacia        | 2017-2018 |
| APOEL de Nicosia               | Chipre         | 2018-2020 |
| Al-Adalah Club                 | Arabia Saudita | 2020-2021 |
| Lamia F. C.                    | Grecia         | 2021-2023 |
| Makedonikos F. C.              | Grecia         | 2023      |
| A. O. Kavala                   | Grecia         | 2023      |

## Palmarés

### Títulos nacionales
| Título                     | Club             | País   | Año  |
| -------------------------- | ---------------- | ------ | ---- |
| Copa de Grecia             | AEK Atenas F. C. | Grecia | 2011 |
| Primera División de Chipre | APOEL de Nicosia | Chipre | 2019 |
| Supercopa de Chipre        | APOEL de Nicosia | Chipre | 2019 |